# Graphoderus rivulorum
Graphoderus rivulorum är en skalbaggsart som beskrevs av Johannes von Nepomuk Franz Xaver Gistel 1857. Graphoderus rivulorum ingår i släktet Graphoderus och familjen dykare. Inga underarter finns listade i Catalogue of Life.